# Susanna Nicchiarelli

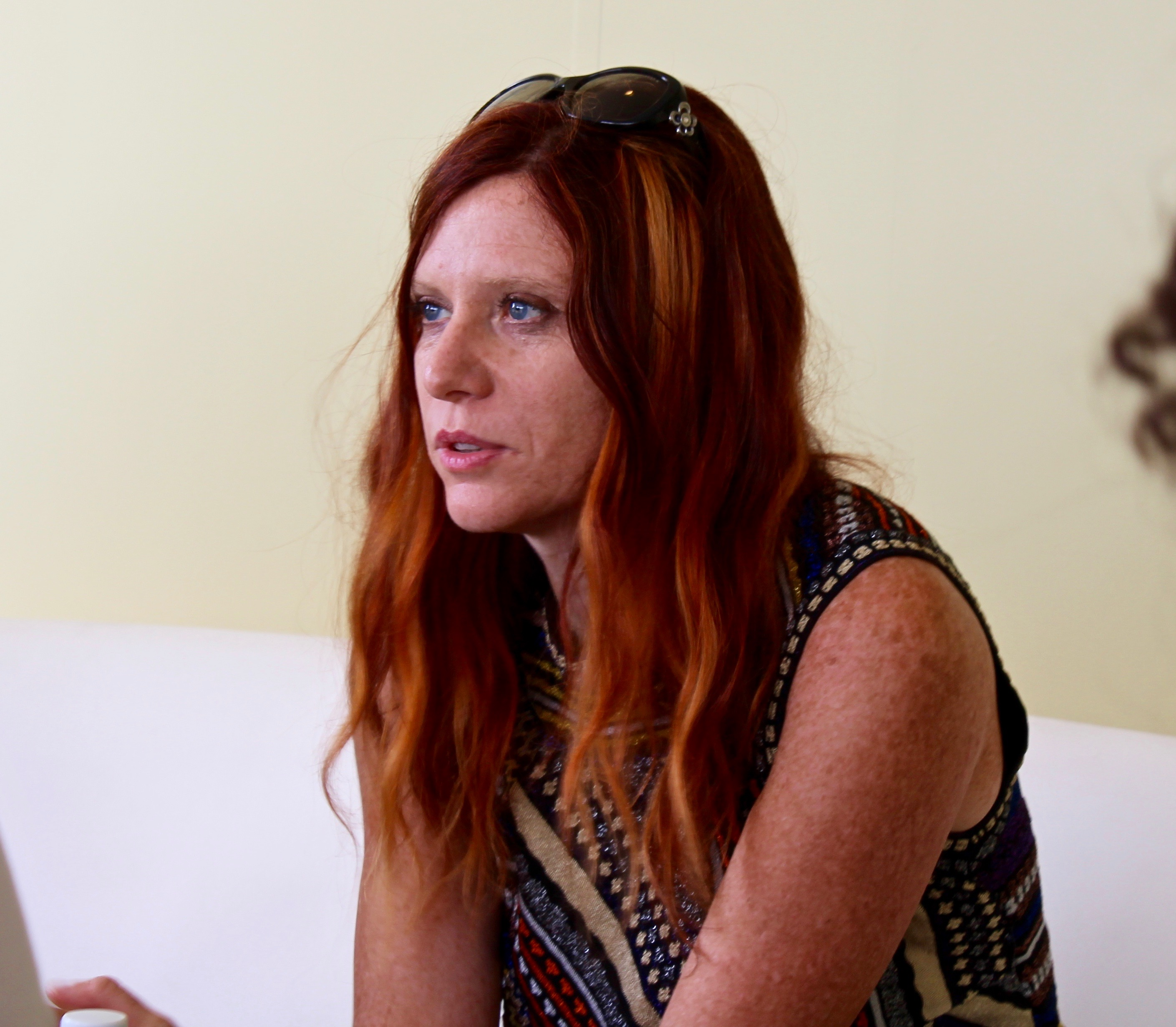
Susanna Nicchiarelli beim Filmfestival von Venedig (2017)

Susanna Nicchiarelli (* 6. Mai 1975 in Rom) ist eine italienische Filmregisseurin und Drehbuchautorin.

## Leben und Werk
Susanna Nicchiarelli studierte Philosophie und promovierte an der Elitehochschule Scuola Normale Superiore in Pisa. Danach begann sie ein Filmstudium am Centro Sperimentale di Cinematografia in Rom, das sie im Jahr 2004 abschloss.
Ihre Filmkarriere begann Nicchiarelli in Zusammenarbeit mit Nanni Moretti. Anfang der 2000er-Jahre widmete sie sich ersten eigenen Drehbuch- und Regiearbeiten im Dokumentar- und Kurzfilmbereich. Bis 2012 trat sie auch als Schauspielerin in ihren Werken in Erscheinung. Ihr Spielfilmdebüt Cosmonauta (2009), ein historischer Jugendfilm über ein junges Mitglied der Kommunistischen Partei, brachte ihr beim Filmfestival von Venedig erste Preise ein. Im Jahr 2012 folgte das Drama La scoperta dell’alba mit Margherita Buy, dass sie nach einem Roman von Walter Veltroni inszenierte, in dem sie auch ihre letzte Schauspielrolle bekleidete.
Mit Nico, 1988 (2017) über die Sängerin Nico, Miss Marx (2020) über Eleanor Marx und Chiara (2022) über Klara von Assisi legte Nicchiarelli eine Filmtrilogie von Frauenbiografien vor. Alle Werke wurden ebenfalls ins jeweilige Programm des Filmfestivals von Venedig aufgenommen, die beiden letztgenannten Produktionen in den Wettbewerb um den Goldenen Löwen. Die englischsprachigen Produktionen Nico, 1988 und Miss Marx wurden insgesamt siebenmal mit dem italienischen Filmpreis David di Donatello ausgezeichnet. Nicchiarelli Ziel war es, „die reale Person außerhalb der Geschichtsbücher zu enthüllen und zu erforschen“. Dabei legte die Filmemacherin eigenen Angaben zufolge weniger Wert auf größtmögliche Authentizität und besetzte die Hauptrollen jeweils mit Trine Dyrholm, Romola Garai und der Kinodebütantin Margherita Mazzucco. Als Drehbuchautorin arbeitete sie im Jahr 2022 gemeinsam mit Marco Bellocchio an Die Bologna-Entführung – Geraubt im Namen des Papstes (2023), einem an die Geschichte von Edgardo Mortara angelehntem Historiendrama.

## Filmografie
- 2000: L’artista (Kurzfilm)
- 2001: Che vergogna! (Kurzfilm)
- 2003: Il terzo occhio (Dokumentarfilm)
- 2003: Il linguaggio dell’amore (Kurzfilm)
- 2005: Giovanna Z., una storia d’amore (Kurzfilm)
- 2005: Uomini e zanzare (Kurzfilm)
- 2007: L’ultima sentinella (Dokumentarfilm)
- 2009: Sputnik 5 (Kurzfilm)
- 2009: Cosmonauta
- 2012: La scoperta dell’alba
- 2012: Esca viva (Kurzfilm)
- 2014: Per tutta la vita (Dokumentarfilm)
- 2017: Nico, 1988
- 2020: Luna Nera (Fernsehserie, 2 Folgen)
- 2020: Miss Marx
- 2022: Chiara
- 2023: Die Bologna-Entführung – Geraubt im Namen des Papstes (Rapito, nur Drehbuch)

## Auszeichnungen
- 2009: Filmfestspiele von Venedig – Controcampo-Italiano-Preis und Laterna-Magica-Preis (Cosmonauta)
- 2010: Ciak d’oro – Bester Debütfilm (Cosmonauta)
- 2010: Festival del Cinema Europeo – Mario-Verdone-Preis (Cosmonauta)
- 2010: Nastro d’Argento – Beste Regie, animierter Kurzfilm (Sputnik 5)
- 2013: Kurzfilm Festival Hamburg – Lobende Erwähnung (Esca viva)
- 2017: Filmfestspiele von Venedig – Hauptpreis der Sektion Orizzonti (Nico, 1988)
- 2017: Les Arcs Film Festival – Großer Preis der Jury (Nico, 1988)
- 2018: Bari International Film Festival (BIFEST) – Bestes Drehbuch (Nico, 1988)
- 2018: Ciak d’oro – Bestes Drehbuch (Nico, 1988)
- 2018: David di Donatello – Bestes Originaldrehbuch (Nico, 1988)
- 2020: Filmfestspiele von Venedig – FEDIC-Preis (Miss Marx)
- 2021: Nastro d’Argento – Preis des Jahres (Miss Marx)